# Діомед I
Діомед I Сотер (Рятівник) (*Διομήδης ὁ Σωτήρ, д/н — 90 до н. е.) — індо-грецький цар у Паропамісадах у 95 до н. е.—90 до н. е. роках.

## Життєпис
Напевне, походив з династії Євкратидів. Про його діяльність замало відомостей. Правив у 95—90 роках до н. е. (за іншою версією 115—105 до н. е.). Став володарювати після смерті царя Філоксена I. Весь час намагався знову об'єднати Індо-грецьке царство, ведучи війни з Амінтою I та Епандером. Напевне, під час цього загинув, можливо, під час втручання Геліокла II.
Відомий своїми монетами, на яких зображено Діоскурів (сидячи або кіннотно) на кшталт монет Євкратида I. Написи були греко-бактрійського стилю (давньогрецькою) або двомовні (кхароштхі та давньогрецькою).